# Selenia fusca
Selenia fusca är en fjärilsart som beskrevs av John Henry Leech 1891. Selenia fusca ingår i släktet Selenia och familjen mätare. Inga underarter finns listade.